# Chigüinda
Chigüinda ist eine Ortschaft und eine Parroquia rural („ländliches Kirchspiel“) im Kanton Gualaquiza der ecuadorianischen Provinz Morona Santiago. Die Parroquia besitzt eine Fläche von 161,95 km². Die Einwohnerzahl lag im Jahr 2010 bei 552.

## Lage
Die Parroquia Chigüinda liegt an der Ostflanke der Cordillera Real. Das Areal liegt im Einzugsgebiet des Río Cuchipamba, linker Quellfluss des Río Bomboiza. Der Río Blanco fließt entlang der südlichen Verwaltungsgrenze nach Südosten. Der Río Léon Urcu fließt entlang der nördlichen und östlichen Verwaltungsgrenze anfangs nach Südosten, später nach Süden. Im Norden erreichen die Berge Höhen von bis zu 4140 m. Der etwa 1720 m hoch gelegene Hauptort befindet sich nördlich des Río Blanco 25 km nordwestlich vom Kantonshauptort Gualaquiza. Die Fernstraße E594 (Sígsig–Gualaquiza) verläuft entlang der südlichen Verwaltungsgrenze und passiert dabei den Hauptort Chigüinda.
Die Parroquia Chigüinda grenzt im Westen und im Nordwesten an die Provinz Azuay mit den Parroquias Cuchil und Sígsig (beide im Kanton Sígsig), im Norden, im Osten sowie im Südosten an die Parroquia El Rosario sowie im Süden an die Parroquia Bermejos.

## Orte und Siedlungen
In der Parroquia gibt es neben dem Hauptort Chigüinda folgende Siedlungen:
- Granadillas
- La Libertad
- San Luis
- San Martín
- Sangurima

## Geschichte
Die Parroquia Chigüinda wurde am 20. Februar 1946 eingerichtet (Registro Oficial N° 514). Zuvor gehörte der Caserío Chigüinda zur Parroquia El Rosario.